# أوليفر كروزار
أوليفر كروزار (بالألمانية: Oliver Kreuzer) هو لاعب كرة قدم ألماني في مركز قلب الدفاع، ولد في 13 نوفمبر 1965 في مانهايم في ألمانيا. شارك مع منتخب ألمانيا تحت 16 سنة لكرة القدم ومنتخب ألمانيا تحت 18 سنة لكرة القدم ومنتخب ألمانيا تحت 21 سنة لكرة القدم ومنتخب ألمانيا الأولمبي لكرة القدم. أما مع النوادي، فقد لعب مع بايرن ميونخ ونادي بازل ونادي كارلسروه.

## وصلات خارجية
- أوليفر كروزار على موقع قاعدة بيانات كرة القدم.إي يو (الإنجليزية)
- أوليفر كروزار على موقع بيانات كرة القدم. دي إي (الألمانية)
- أوليفر كروزار على موقع عالم كرة القدم.نت (الإنجليزية)